# Książ Wielkopolski (stacja kolejowa)
Książ Wielkopolski – nieczynna stacja kolejowa w Książu Wielkopolskim, w dzielnicy Radoszkowo Drugie, w województwie wielkopolskim, w Polsce. Znajdują się tu 3 perony.